# 1831 Nicholson
1831 Nicholson (tên chỉ định 1968 HC) là một tiểu hành tinh vành đai chính được phát hiện ngày 17 tháng 4 năm 1968 bởi P. Wild ở Zimmerwald. Nó được đặt theo tên nhà thiên văn học Seth B. Nicholson.